# Rhynchanthrax maria
Rhynchanthrax maria är en tvåvingeart som först beskrevs av Samuel Wendell Williston  1901.  Rhynchanthrax maria ingår i släktet Rhynchanthrax och familjen svävflugor. Inga underarter finns listade i Catalogue of Life.